# Santa Venetia (Kalifornija)
Santa Venetia je naseljeno područje za statističke svrhe u američkoj saveznoj državi Kalifornija. Prema popisu stanovništva iz 2010. u njemu je živjelo 4.292 stanovnika.